# Báruk görög apokalipszise
A Báruk görög apokalipszise egy ószövetségi apokrif irat.
A 17 fejezetből álló műben – melynek szerzője feltehetően ismerte a Báruk szír apokalipszisét – Báruk próféta siratja Jeruzsálem pusztulását, de egy angyal megvigasztalja, majd apokaliptikus látomásban megmutatja neki az öt fantasztikus égboltozatot.